# Ave Caesar
Cet article concerne la BD. Pour la citation, voir Ave César.
Ave Caesar est une bande dessinée de la série Jeremiah de Hermann parue en 1992.

## Synopsis
Un richissime dictateur se prenant pour César et ayant déguisé son armée en armée romaine souhaite envahir toute une région. Une résistance locale s'organise. Jeremiah et Kurdy sont, à la suite d'une erreur, enrôlés de force dans l'armée romaine. Ils prennent alors contact avec la milice pour renverser le tyran et pouvoir ainsi s'échapper.